# Пронина, Натали Александровна
Натали́ Алекса́ндровна Про́нина-Раджабли́ (азерб. Natali Aleksandr qızı Pronina-Rəcəbli; род. 12 августа 1987, Баку) — азербайджанская пловчиха-паралимпиец, выступавшая в категории слепоты S12 (могут различить очертания руки и способны чуть видеть). Победительница и четырёхкратная серебряная призёрка Летних Паралимпийских игр 2012 года в плавании на короткие дистанции. Единственная представительница Азербайджана на Паралимпиаде 2012 в этом виде спорта. В 2004 году под именем Наталья Филина представляла Азербайджан на Олимпийских играх в Афинах.

## Биография

### Детство и начало карьеры
Натали Пронина родилась 12 августа 1987 года в Баку. Когда Натали было пять лет, начала ходить на плавание вместе с братом Даниэлем в «Трудовые резервы». Несмотря на то, что на плавание брали только с семилетнего возраста, Натали после уговоров тренер взял в группу. Плавать Натали научилась быстро и стала показывать хорошие результаты. В семь лет Натали уже принимала участие на соревнованиях «Веселый дельфин».
В девять лет Натали Пронина выступала на Исламских играх в Иране, на которых юная пловчиха завоевала четыре серебряные и две бронзовые медали. В 11 лет Пронина завоевала золото на Исламских играх, а в 13 — стала мастером спорта, показав необходимое время. После этого Пронина принимала участие на чемпионатах мира в Москве и Барселоне. В 2004 году, когда Натали было 16 лет, она выступала на Олимпийских играх в Афинах под именем Наталья Филина.

Наталья Филина на открытом чемпионате Грузии по плаванию «лазури», 2009 год

В 2010 году на международном турнире в Сан-Антонио по всем стилям плавания, Наталья Филина завоевала одну золотую и по две серебряные и бронзовые награды.

### Переход в Паралимпизм
Проблемы со зрением у Натали Прониной начались с детства. Так, с ранних лет, Натали плавала без очков. В связи с этим химические вещества в воде бассейна оказали отрицательное влияние на глаза юной спортсменки. Позднее, специалисты, проверив зрение Прониной заявили, что она может выступать только на соревнованиях для физически ограниченных спортсменов. Так, в 2011 году Натали Пронина перешла в паралимпизм и начала готовиться к Паралимпийским играм в Лондоне под руководством своего брата Даниэля.

### Выступление на Паралимпийских играх 2012
Выступив на квалификационных соревнованиях в Шеффилде, Натали Пронина выполнила задачу-минимум, заработав тем самым право выступать на играх в шести видах плавания. Таким образом, Азербайджан впервые был представлен на Паралимпийских играх в плавании. К Паралимпийским играм Пронина готовилась в Мингечевире в пятидесятиметровом бассейне.

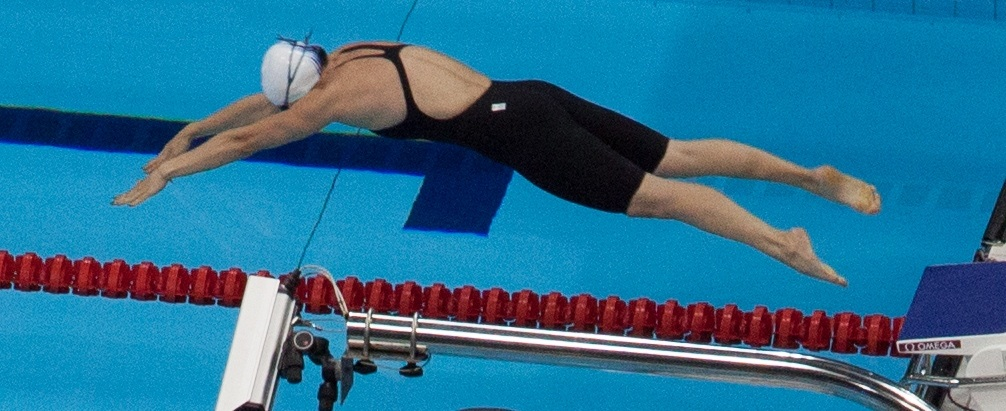
Выступление на Паралимпийских играх 2012 в Лондоне (400 метров свободным стилем)

На Паралимпиаде первое выступление Прониной была дистанция в 400 метров свободным стилем. В итоге Пронина заняла пятое место. О своём первом выступление на игрых Пронина впоследствии говорила:
Этот заплыв был для меня проверочным, я хотела почувствовать воду, окунуться в эту потрясающую атмосферу, царящую на Олимпийских играх и узнать своих главных соперников. Даже без особых усилий я заняла пятое место, что стало генеральной репетицией для главных заплывов, ждавших меня впереди.
После этого Натали Пронина завоевала серебряные медали в дистанции 50 и 100 метров свободным стилем, комплексном плавании на 200 метров и 100 метров на спине.
В последний день соревнований Натали Пронина выступала в заплыве на 100 метров брассом. Эту дисциплину Пронина считала своей «коронкой». В итоге Пронина установила мировой рекорд и выиграла золото Паралимпийских игр.
По итогам Паралимпиады 14 сентября 2012 года президент Азербайджана Ильхам Алиев принял участвовавших на играх спортсменов и вручил им и их тренерам награды. Натали Пронина была награждена орденом «Слава».
В 2013 году Прониной была присвоена Специальная олимпийская стипендия Президента Азербайджанской Республики.

### Дальнейшая карьера
В настоящее время Натали Пронина выступает за клуб «Пограничник», а летом 2015 года получила звание старшего лейтенанта. Готовилась к Паралимпийским играм 2016 года в Рио-де-Жанейро, но в итоге на Игры не поехала в связи с решением Национального паралимпийского комитета.
В феврале 2016 года Натали Пронина распоряжением президента Азербайджана Ильхама Алиева по случаю 20-летнего юбилея создания Национального паралимпийского комитета Азербайджанской Республики и за заслуги в развитии паралимпийского движения в Азербайджане была награждена «Почётным дипломом Президента Азербайджанской Республики».

## После окончания спортивной карьеры
В конце 2020 года Натали Пронина-Раджабли стала инициатором проектов «Каждый ребенок достоин пьедестала» и «Дети шехидов», направленных на поддержу подрастающего поколения.

## Личная жизнь
13 апреля 2013 года вышла замуж за дзюдоиста чемпиона Азербайджана Джасура Раджабли. В начале 2015 года у пары родился сын Тристан.